# Psidium eugenii
Psidium eugenii är en myrtenväxtart som beskrevs av Hjalmar Frederik Christian Kiaerskov. Psidium eugenii ingår i släktet Psidium och familjen myrtenväxter. Inga underarter finns listade i Catalogue of Life.